# San Cristóbal (El Salvador)
San Cristóbal es un distrito del departamento de Cuscatlán, El Salvador. Según el censo oficial de 2024, tiene una población de 9.497 habitantes.

## Historia
La localidad surgió de la fusión de los cantones Tierra Colorada, Cutenampa y Los Llanitos, todos parte del distrito de Cojutepeque. Por Decreto Ejecutivo de 12 de agosto de 1872, emitido por el presidente Santiago González Portillo, fue erigido como pueblo del departamento de Cuscatlán, frontera de El Salvador

## Información general
El distrito cubre un área de 18,22 km² y la cabecera tiene una altitud de 680 m s. n. m. Las fiestas patronales se celebran en el mes de diciembre en honor a San Cristóbal. El topónimo náhuat Cutenampa significa "llano de los cutes".